# Elisa Aaltola
Elisa Aaltola (1976) és una filòsofa finlandesa especialitzada en ètica animal, filosofia moral i ètica ambiental.
Feu estudis de doctorat a l'Institut d'Ètica, Medi Ambient i Polítiques Públiques de la Universitat de Lancaster i va presentar la seva tesi doctoral a la Universitat de Turku sobre «Individualitat animal: categoritzacions morals i culturals».
El seu llibre Eläinten moraalinen arvo (Vastapaino 2004) es considera el primer monogràfic publicat a Finlàndia dedicat a l'ètica animal. També és autora d'Animal Suffering: Philosophy and Culture (Palgrave MacMillan, 2012) i Varieties of Empathy: Moral Psychology and Animal Ethics (Rowman & Littlefield Int. 2018), així com de més de 35 articles científics. També ha coeditat Animal Ethics and Philosophy: Questioning the Orthodoxy (amb John Hadley, Rowman & Littlefield Int. 2014). Aaltola és professora i investigadora a la Universitat de Turku.
Aaltola és vegana.

## Obra publicada
- Häpeä ja rakkaus: Ihmiseläinluonto . Helsinki: Into, 2019. ISBN 9789523511552.
- Varieties of Empathy: Moral Psychology and Animal Ethics. Rowman & Littlefield In. 2018. ISBN 978-1-78660-612-9.
- Empatia - myötäelämisen tiede (& Sami Keto). Helsinki: Into, 2017. ISBN 978-952-264-822-8.
- Eläimet yhteiskunnassa (toim. Elisa Aaltola & Sami Keto). Helsinki: Into kustannus, 2015.
- Animal Ethics and Philosophy: Questioning the Orthodoxy (ed. Elisa Aaltola & John Hadley). Rowman & Littlefield, 2014. ISBN 9781783481811.
- Johdatus eläinfilosofiaan. Helsinki: Gaudeamus, 2013. ISBN 978-952-495-282-8.
- Animal Suffering: Philosophy and Culture. Basingstone: Palgrave MacMillan, 2012. ISBN 978-0-230-28391-6.
- Animal Individuality: Cultural and Moral Categorisations, 2006. Turku: Turun yliopisto.
- Eläinten moraalinen arvo. Tampere: Vastapaino, 2004. ISBN 951-768-145-3.